# Rhyacopsyche chichotla
Rhyacopsyche chichotla är en nattsländeart som beskrevs av Bueno-soria och Hamilton 1986. Rhyacopsyche chichotla ingår i släktet Rhyacopsyche och familjen smånattsländor. Inga underarter finns listade i Catalogue of Life.